# Eritrosa
L'eritrosa és un monosacàrid aldosa format per quatre grups de carboni, dos dels quals, el segon i el tercer, són asimètrics. Es pot obtenir per oxidació de l'àcid mesotàrtric.